# Bông lau Trung Quốc
Bông lau Trung Quốc, tên khoa học Pycnonotus sinensis, là một loài chim trong họ Pycnonotidae.

## Phân loài
Có 4 phân loài được ghi nhận:
- P. s. sinensis (Gmelin, 1789): Tìm thấy ở miền trung và đông Trung Quốc.
- P. s. hainanus (Swinhoe, 1870): Nguyên được mô tả như là một loài riêng biệt trong chi Ixos. Tìm thấy ở đông nam Trung Quốc và miền bắc Việt Nam.
- P. s. formosae Hartert, 1910 - bông lau Đài Loan: Trước đây được coi là loài riêng biệt. Không nhầm lẫn với bông lau Styan (Pycnonotus taivanus). Tìm thấy ở Đài Loan.
- P. s. orii Kuroda, 1923: Tìm thấy trên các đảo Yonaguni và Ishigaki (miền nam quần đảo Lưu Cầu)